# Amfitheater van Trier
Het Amfitheater van Trier is een Romeins amfitheater in de Duitse stad Trier en Unesco-werelderfgoed sinds 1986.

## Geschiedenis
Het amfitheater van Colonia Augusta Treverorum werd tussen 160 en 200 n.Chr. gebouwd. In het theater werden onder meer gladiatorengevechten gehouden en executies uitgevoerd, maar ook jachtpartijen, muziekvoorstellingen en religieuze spelen georganiseerd. Opmerkelijk aan dit amfitheater is dat het nog een heel ander doel diende. Het gebouw maakte deel uit van de stadsomwalling en werd gebruikt als de oostelijke stadspoort. De toegangsweg liep dwars door de arena heen.
Bij de Germaanse invallen in 406-407 bleef Augusta Treverorum niet gespaard, volgens kroniekschrijver Fredegar verdedigen de burgers zich heldhaftig maar tevergeefs in het amfitheater. Vondsten in de kelder van het amfitheater tonen aan dat het zeker tot in de zevende eeuw in gebruik is gebleven; lang na de val van het West-Romeinse Rijk. In de twaalfde eeuw kwam het bouwwerk en de grond toe aan de abdij van Himmerod. Het amfitheater verviel weldra tot een ruïne doordat de lokale burgers er stenen verwijderden om bij nieuwbouw in de stad te kunnen hergebruiken. De tribunes, gereduceerd tot zandhellingen, werden benut voor wijnbouw.

## Het gebouw
Het amfitheater werd gebouwd tegen de helling van de Petrisberg. Hierdoor was het niet noodzakelijk om de tribunes geheel met kunstmatige constructies te ondersteunen. De buitenring heeft afmetingen van 140 bij 120 meter, de arena is 75 bij 50 meter. Onder de vloer van de arena ligt nog een kelder waaruit de gladiatoren en wilde dieren met liften de arena in werden gehesen. Deze vloer is pas later, in het verloop van de derde of zelfs vierde eeuw, aangelegd.

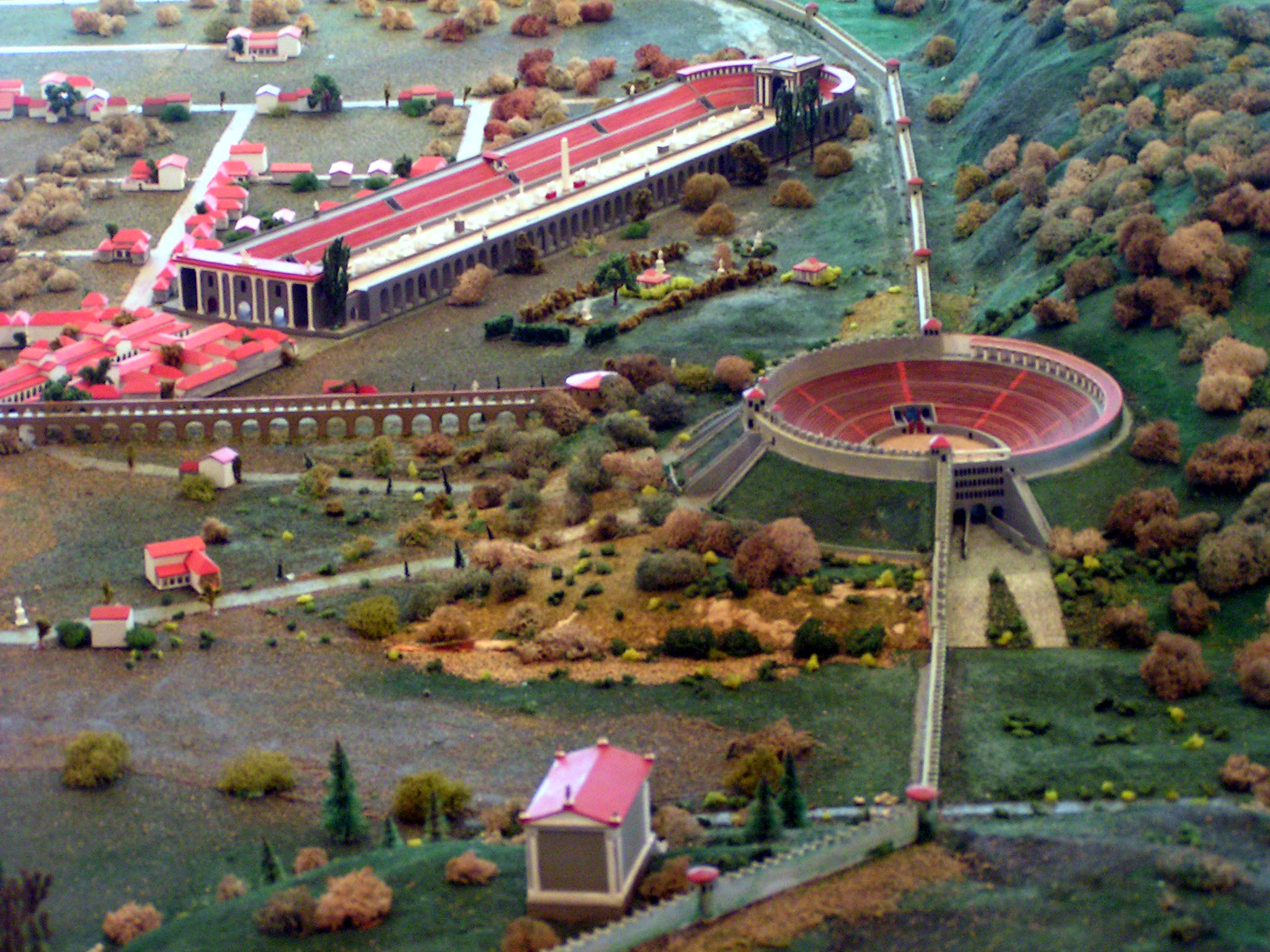
Reconstructie van het amfitheater en circus van Trier in de Romeinse tijd

Sinds 1816 heeft er gefaseerd archeologische onderzoek plaatsgevonden. Het meest recente onderzoek vond plaats tussen 1996 en 1999 door het Rheinisches Landesmuseum Trier. In 1986 werd het amfitheater samen met de andere Romeinse bezienswaardigheden van Trier op de werelderfgoedlijst van Unesco geplaatst. Het amfitheater wordt tegenwoordig nog gebruikt voor festivals en concerten.

## Onderdelen
Rechts voor de ingang ligt een deel van een Romeins wegdek (platea) met karrensporen dat in 1925 werd opgegraven in het nabije Altbachtal. Aan de zuid- en westzijde zijn in totaal nog vier in- en uitgangen (vomitoria) bewaard gebleven. De arena is nog altijd omgeven door 15 kleine cellen (carcera) waarin wilde dieren of misdadigers konden worden opgesloten voorafgaand aan hun opkomst in de arena. Oorspronkelijk stond er voor de huidige stenen wand nog een houten, maar deze is niet bewaard gebleven.
- Gemeinsame Normdatei: 1137516623
- Système universitaire de documentation: 132134144
- Virtual International Authority File: 4674150203823103250006